# 콘야
콘야(Konya)는 튀르키예의 내륙 중부 아나톨리아 지방의 주요 도시 중 하나이다. 콘야는 2011년 현재 약 110만 명이 사는 튀르키예에서 7번째로 인구가 많은 도시이다. 콘야 주의 주도이며, 콘야 주에서 가장 경제, 산업, 문화 등이 발전된 도시이다.
콘야는 룸 술탄국의 수도였다.

## 교통

### 버스 교통
버스 터미널인 오토가르에서 이스탄불, 앙카라, 이즈미르 등의 대도시로 가는 버스편이 매일 있다.

### 철도 교통
콘야는 앙카라, 에스키셰히르, 이스탄불과 고속열차인 YHT로 연결되어 있다. 2015년 현재 콘야에서 앙카라까지 약 1시간 50분이 소요되며 요금은 22터키리라이다.

## 관광

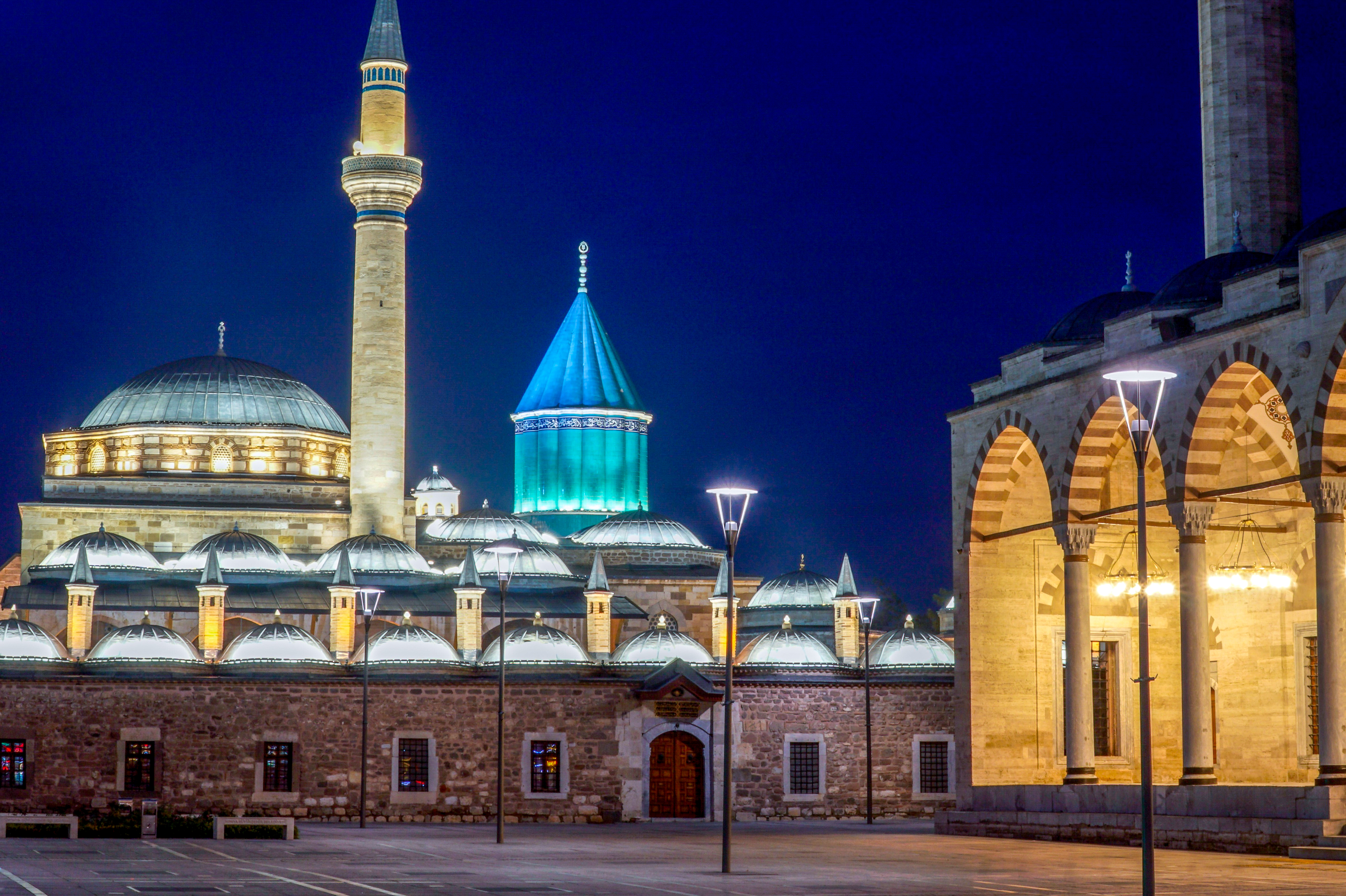
메블라나 박물관
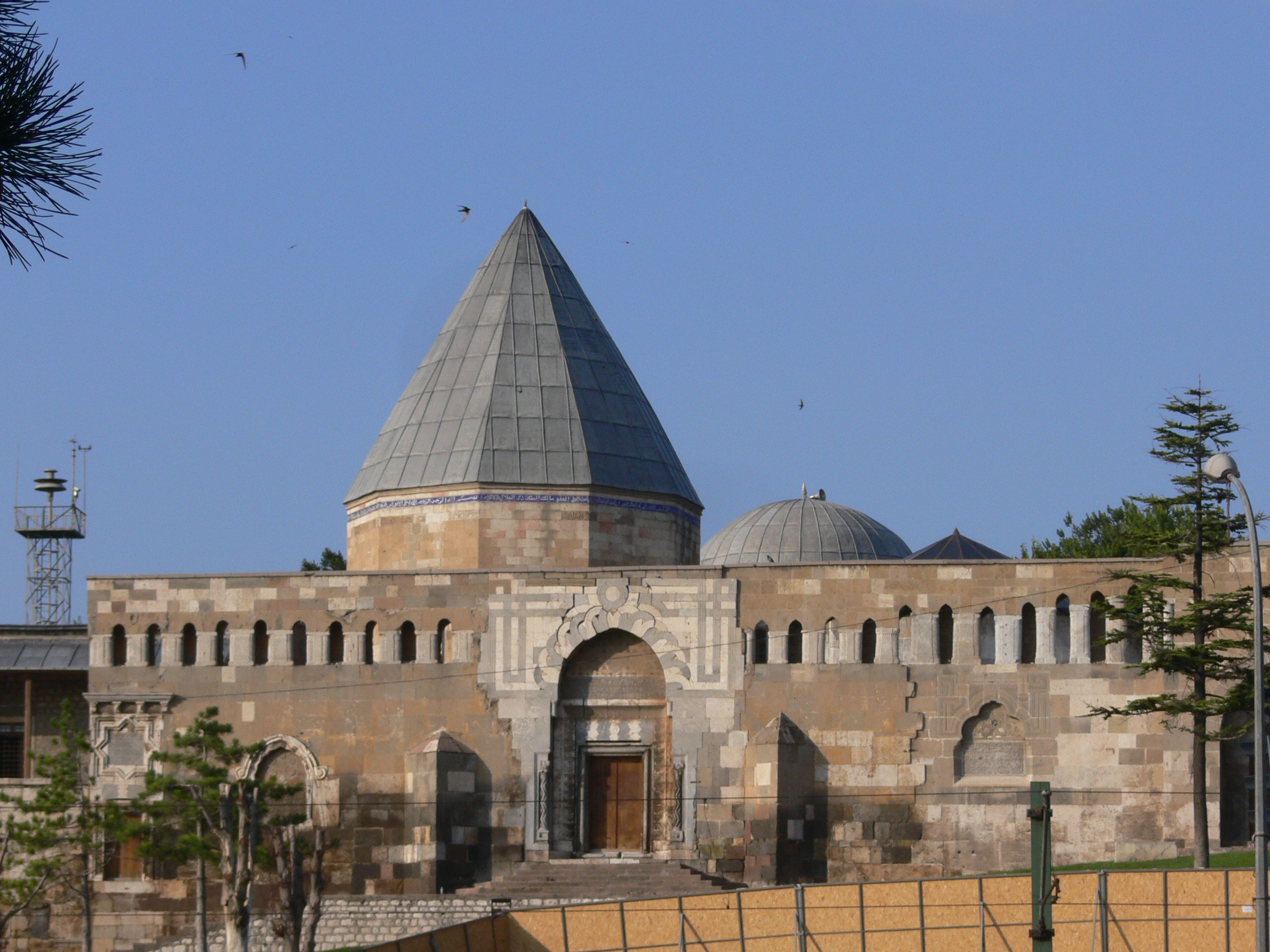
알라딘 자미
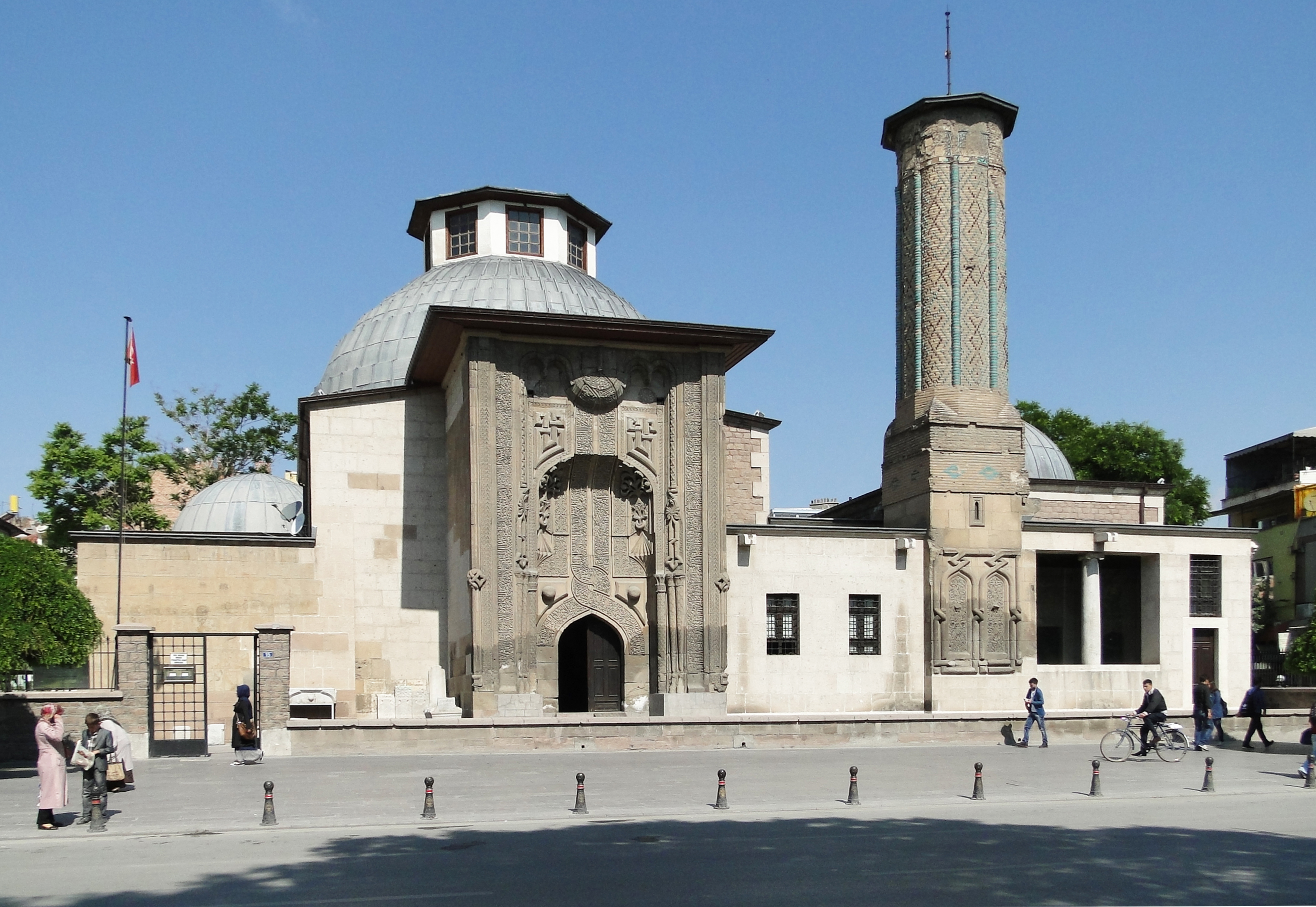
인제 미나레 박물관
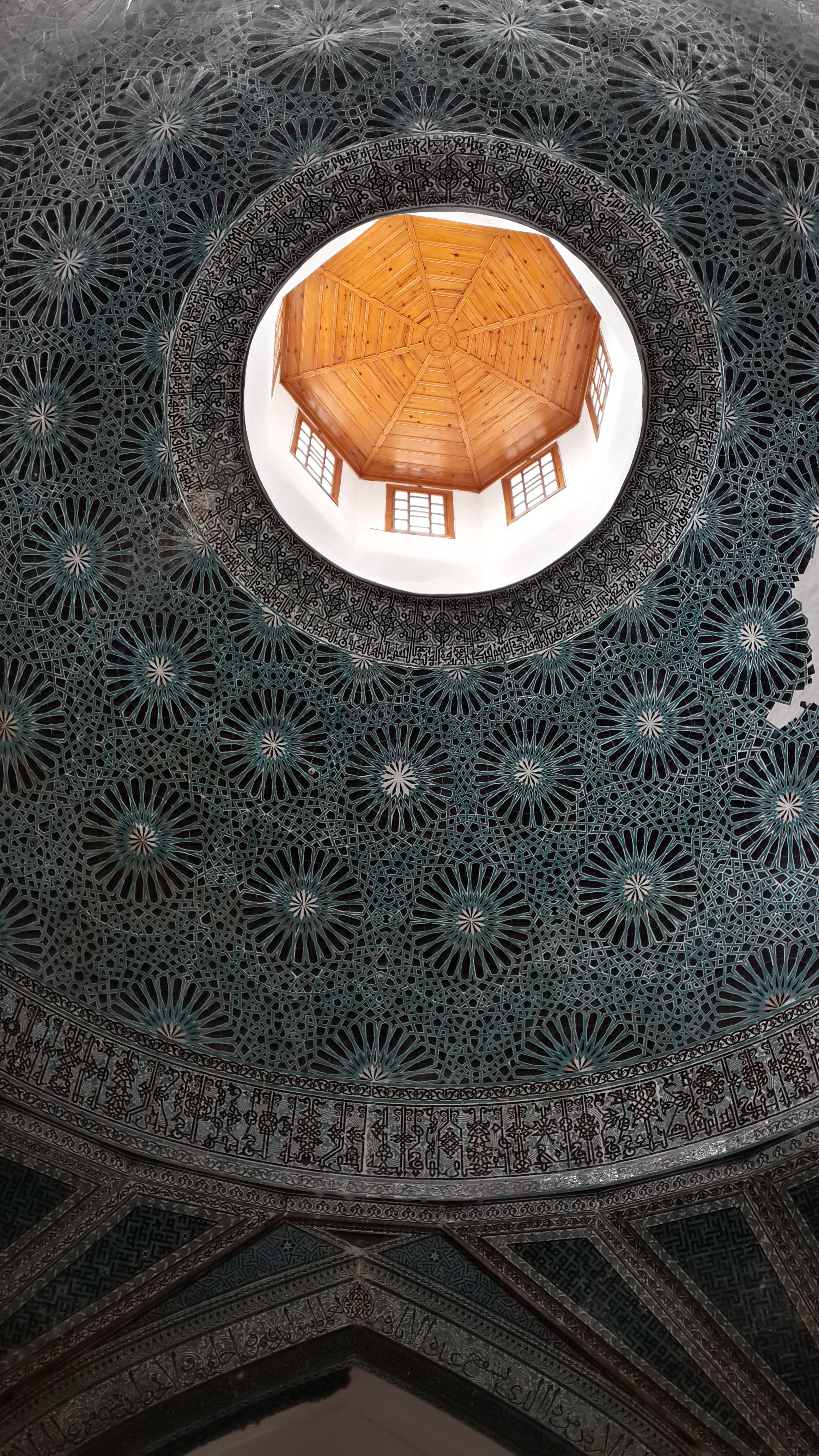
카라타이 박물관

- 메블라나 박물관
- 알라딘 자미
- 인제 미나레 박물관
- 카라타이 박물관의 셀주크 양식의 돔

## 문화
콘야는 루미가 마지막으로 정착한 도시로, 루미의 묘가 있다. 1273년 그의 추종자들이 메블라나 교단을 창시했고, 현재는 세마 댄스로 유명하다.

## 기후
| 콘야의 기후                                                            | 콘야의 기후   | 콘야의 기후   | 콘야의 기후 | 콘야의 기후 | 콘야의 기후 | 콘야의 기후 | 콘야의 기후  | 콘야의 기후  | 콘야의 기후  | 콘야의 기후 | 콘야의 기후  | 콘야의 기후   | 콘야의 기후   |
| 월                                                                     | 1월           | 2월           | 3월         | 4월         | 5월         | 6월         | 7월          | 8월          | 9월          | 10월        | 11월         | 12월          | 연간          |
| ---------------------------------------------------------------------- | ------------- | ------------- | ----------- | ----------- | ----------- | ----------- | ------------ | ------------ | ------------ | ----------- | ------------ | ------------- | ------------- |
| 역대 최고 기온 °C (°F)                                                 | 19.3 (66.7)   | 23.8 (74.8)   | 28.9 (84.0) | 34.6 (94.3) | 34.4 (93.9) | 36.7 (98.1) | 40.6 (105.1) | 40.9 (105.6) | 38.8 (101.8) | 32.3 (90.1) | 25.4 (77.7)  | 21.8 (71.2)   | 40.9 (105.6)  |
| 일평균 최고 기온 °C (°F)                                               | 4.6 (40.3)    | 6.9 (44.4)    | 12.5 (54.5) | 17.6 (63.7) | 22.8 (73.0) | 27.4 (81.3) | 31.0 (87.8)  | 30.9 (87.6)  | 26.7 (80.1)  | 20.4 (68.7) | 12.7 (54.9)  | 6.3 (43.3)    | 18.3 (64.9)   |
| 일일 평균 기온 °C (°F)                                                 | −0.3 (31.5)   | 1.3 (34.3)    | 6.0 (42.8)  | 10.9 (51.6) | 15.9 (60.6) | 20.5 (68.9) | 24.1 (75.4)  | 24.0 (75.2)  | 19.4 (66.9)  | 13.4 (56.1) | 6.2 (43.2)   | 1.5 (34.7)    | 11.9 (53.4)   |
| 일평균 최저 기온 °C (°F)                                               | −3.9 (25.0)   | −3.3 (26.1)   | 0.2 (32.4)  | 4.4 (39.9)  | 9.0 (48.2)  | 13.6 (56.5) | 17.1 (62.8)  | 17.2 (63.0)  | 12.3 (54.1)  | 7.0 (44.6)  | 0.8 (33.4)   | −2.2 (28.0)   | 6.0 (42.8)    |
| 역대 최저 기온 °C (°F)                                                 | −28.2 (−18.8) | −26.5 (−15.7) | −16.4 (2.5) | −8.6 (16.5) | −1.2 (29.8) | 1.8 (35.2)  | 6.0 (42.8)   | 5.3 (41.5)   | −3.0 (26.6)  | −8.4 (16.9) | −20.0 (−4.0) | −26.0 (−14.8) | −28.2 (−18.8) |
| 평균 강수량 mm (인치)                                                  | 35.9 (1.41)   | 23.1 (0.91)   | 27.4 (1.08) | 34.2 (1.35) | 38.2 (1.50) | 27.8 (1.09) | 6.5 (0.26)   | 6.5 (0.26)   | 15.9 (0.63)  | 29.7 (1.17) | 34.5 (1.36)  | 45.6 (1.80)   | 325.3 (12.81) |
| 평균 강수일수                                                          | 10.53         | 8.97          | 9.80        | 10.83       | 12.47       | 8.10        | 3.00         | 2.63         | 4.40         | 7.27        | 7.13         | 10.10         | 95.2          |
| 평균 상대 습도 (%)                                                     | 79.8          | 73.3          | 63.4        | 58.7        | 56.1        | 47.5        | 38.9         | 39.4         | 44.2         | 57.6        | 70.1         | 79.9          | 59.0          |
| 평균 월간 일조시간                                                     | 105.4         | 138.4         | 195.3       | 216.0       | 269.7       | 309.0       | 344.1        | 334.8        | 291.0        | 235.6       | 159.0        | 102.3         | 2,700.6       |
| 평균 일일 일조시간                                                     | 3.4           | 4.9           | 6.3         | 7.2         | 8.7         | 10.3        | 11.1         | 10.8         | 9.7          | 7.6         | 5.3          | 3.3           | 7.4           |
| 출처 1: 튀르키예 국립기상청 (평년값: 1991년~2020년, 극값: 1929년~현재) |               |               |             |             |             |             |              |              |              |             |              |               |               |
| 출처 2: 미국 해양대기청 (상대습도)                                     |               |               |             |             |             |             |              |              |              |             |              |               |               |

## 같이 보기
- 아나톨리아의 호랑이
- 테클라 (성인)